# 芦家街道
芦家街道是中国黑龙江省哈尔滨市南岗区下辖的一个街道，建于1946年10月，位于南岗区东南部，南与革新街道接壤，西部与奋斗街道相邻。